# Attilio Mariotti
Attilio Mariotti (Scarlino, 13 febbraio 1882 – Firenze, 6 febbraio 1955) è stato un politico italiano, professore di fisica, socialista, nel 1930 condannato ad un anno di confino..

## Attività
Dopo la Liberazione fece parte della Consulta Nazionale.
A Firenze, nell'aprile 1946, Attilio Mariotti sottoscrisse la mozione bassiana di Quarto Stato, confluita in seguito nella mozione Nenni. Nell'amministrazione del sindaco Mario Fabiani a Firenze, che si svolse nel periodo 29 novembre 1946- 5 luglio 1951, Attilio Mariotti, eletto nelle liste del PSI, fu vicesindaco ed ebbe la delega per l'incarico relativo a Giardini e Passeggi.
Nel 1948 fu eletto senatore per il Partito Socialista Italiano, nella I Legislatura.
Il 24 ottobre 1953 fu tra i fondatori dell'Istituto Storico della Resistenza in Toscana.